# Diego Demme
Diego Demme (* 21. November 1991 in Herford) ist ein deutsch-italienischer Fußballspieler. Er stammt aus der Jugend von Arminia Bielefeld, für deren erste Mannschaft er 2010 in der 2. Bundesliga debütierte. Über den SC Paderborn 07 kam er 2014 zu RB Leipzig, für das er bis zum Bundesliga-Aufstieg 2016 in der 3. Liga und 2. Bundesliga sowie im Europapokal spielte. Ab 2020 stand der zentrale Mittelfeldspieler in Italien bei der SSC Neapel unter Vertrag, mit der er 2020 den italienischen Pokal und in der Saison 2022/23 die italienische Meisterschaft gewann. Seit Juli 2024 steht er bei Hertha BSC unter Vertrag.

## Karriere

### Verein
Demme, geboren im ostwestfälischen Herford und aufgewachsen im nahegelegenen Hiddenhausen, begann mit dem Fußballspielen in der Jugendabteilung der SpVg Hiddenhausen. Über den ebenfalls in diesem Ort beheimateten Verein SV Sundern, den SV Enger-Westerenger und die JSG Kirchlengern Stift Quernheim wechselte er im Jahre 2004 in das Nachwuchsleistungszentrum von Arminia Bielefeld. Nach guten Leistungen in der zweiten Mannschaft der Arminia gab er sein Profidebüt am 4. Dezember 2010 im Zweitligaspiel gegen die SpVgg Greuther Fürth in der Startelf.
Nach Ablauf der Saison 2010/11 zog Demme vor das Bielefelder Arbeitsgericht, um gegen eine Vertragsverlängerung zu klagen. Arminia Bielefeld hatte eine vermeintliche Option nutzen wollen, wodurch der bisherige Vertrag mit Demme um ein Jahr verlängert werden sollte.
In der Winterpause 2011/12 wechselte Demme zum Zweitligakonkurrenten SC Paderborn 07, für den er 58 Ligaspiele absolvierte.
Am 8. Januar 2014 wurde der Mittelfeldspieler vom Drittligisten RB Leipzig verpflichtet. Er unterzeichnete einen bis Juni 2018 gültigen Vertrag. Am Ende der Saison 2013/14 stieg er mit Leipzig in die zweite Liga, 2015/16 in die Bundesliga auf. Sein Bundesligadebüt gab er am 28. August 2016 (1. Spieltag) beim 2:2 im Auswärtsspiel gegen die TSG 1899 Hoffenheim. Sein erstes Bundesligator schoss er mit dem 4:0 am 15. April 2017 im Spiel gegen den SC Freiburg, wobei er durch einen Tritt des Gegenspielers Pascal Stenzel einen Schneidezahn verlor. Demme spielte mit Leipzig seit der Vizemeisterschaft in der ersten Saison regelmäßig im Europapokal und fungierte auch zeitweise als Mannschaftskapitän. Er kam in 214 Pflichtspielen zum Einsatz, erzielte zwei Tore und bereitete 18 weitere Treffer vor. 
Als zweitdienstältester Profi hinter Yussuf Poulsen verließ Demme Leipzig innerhalb der Winterpause der Spielzeit 2019/20 und wechselte zur SSC Neapel in die italienische Serie A. Der Tageszeitung Westfalen-Blatt zufolge wurden auch seine Ausbildungsvereine Bielefeld und Paderborn finanziell am Transfer beteiligt. Beim 2:0 über die AC Perugia im Achtelfinale der Coppa Italia kam der Deutsche nach einer Einwechslung zu seinem Pflichtspieldebüt. Es folgten 10 weitere Einsätze in der Liga, im Pokal sowie in der Champions League, bis der europaweite Spielbetrieb aufgrund der COVID-19-Pandemie Mitte März 2020 unterbrochen wurde. Nach der Wiederaufnahme des Spielbetriebs Mitte Juni in Italien stand der Mittelfeldspieler im Pokalhalbfinal-Rückspiel gegen Inter Mailand über die volle Spielzeit auf dem Platz, ebenso im wenige Tage später stattfindenden Endspiel. Im Elfmeterschießen gewann er mit dem Verein gegen Juventus und konnte seinen ersten Titelgewinn mit ihm feiern.
Im Juli 2024 wechselte er nach Berlin zu Hertha BSC und unterschrieb dort einen Vertrag bis 2026.

### Nationalmannschaft
Joachim Löw nominierte Demme in den Kader der deutschen Nationalmannschaft für den Konföderationen-Pokal im Sommer 2017, bei dem Löw nicht auf Stammspieler, sondern eine Perspektivmannschaft von jungen Spielern setzte. In dem Zeitraum fand als faktischer Teil der Vorbereitung auch das Qualifikationsspiel zur Fußball-WM 2018 am 10. Juni 2017 gegen San Marino statt, das angesichts der klaren Schwäche von San Marino von derselben Mannschaft bestritten wurde und in dem Demme seinen ersten Einsatz hatte, als er in der 78. Spielminute eingewechselt wurde. Kurz vor Beginn des Turniers musste Demme seine Teilnahme aufgrund von Rückenproblemen absagen.

## Persönliches
Diego Demme, Sohn einer Deutschen und eines Italieners, besitzt neben der deutschen auch die italienische Staatsbürgerschaft. Sein Vater stammt aus der süditalienischen Region Kalabrien und ist ein Anhänger der SSC Neapel und Diego Maradonas, nach welchem Demme benannt wurde.

## Erfolge
Deutschland
- Aufstieg in die 2. Bundesliga: 2014
- Aufstieg in die Bundesliga: 2016

Italien
- Italienischer Pokalsieger: 2020
- Italienischer Meister: 2023